# CD Lota Schwager
Club de Deportes Lota Schwager – chilijski klub piłkarski z siedzibą w mieście Coronel, leżącym w regionie Biobío.

## Osiągnięcia

### Krajowe
- Copa Chile

| zwycięstwo (0):     | –    |
| drugie miejsce (1): | 1975 |

## Historia
Klub Lota Schwager utworzony został 1 stycznia 1966 roku w wyniku fuzji klubów Minas Lota i Federico Schwager, grających w amatorskiej lidze departamentu Concepción. W swoim drugoligowym debiucie klub zajął 9. miejsce.
W roku 1969 klub Lota Schwager pod kierownictwem swego trenera Isaaca Carrasco odniósł pierwszy krajowy sukces – mistrzostwo drugiej ligi, które dało awans do pierwszej ligi (Primera División de Chile). W pierwszej lidze Lota Schwager grał od roku 1970 do roku 1980. Następny awans do pierwszej ligi miał miejsce w 1987 roku, a trenerem drużyny był wówczas Juan Ganga. Pobyt w pierwszej lidze trwał jednak tylko jeden sezon.
W roku 1994 nastąpił kryzys przemysłu górniczego w regionie, który był głównym źródłem finansowania miejscowych klubów sportowych. Z tego powodu klub popadł w tarapaty finansowe, które doprowadziły do spadku z drugiej ligi, a w końcu do rozwiązania klubu. Reaktywacja nastąpiła kilka lat później, a przeprowadził ją nowy prezes klubu Bernardo Ulloa. Lota Schwager jako klub amatorski wkrótce zaczął występować w trzeciej lidze chilijskiej (Tercera división chilena). Do drugiej ligi klub awansował po wygraniu trzeciej ligi w roku 2001 pod kierownictwem trenera Eduardo Apablazy.
W roku 2006 klub uzyskał prawo gry w barażach o awans do pierwszej ligi. Z klubem CSD Rangers po przegraniu na wyjeździe 1:2 Lota Schwager wygrał u siebie w identycznym stosunku. Jak w wielu innych południowoamerykańskich rozgrywkach dogrywki nie było i od razu przystąpiono do rzutów karnych, które w stosunku 4:3 wygrał klub Lota Schwager i po osiemnastu latach wrócił do pierwszej ligi.

## Aktualny skład
| Nr | Kraj      | Zawodnik                 | Pozycja   |
| -- | --------- | ------------------------ | --------- |
| 1  | Chile     | Miguel Jiménez           | bramkarz  |
| 2  | Chile     | Marcos Bautista          | obrońca   |
| 3  | Chile     | Cristián Oviedo          | obrońca   |
| 4  | Chile     | Alejandro Figueroa       | obrońca   |
| 4  | Chile     | Igor Sáez                | obrońca   |
| 5  | Chile     | Oscar González           | obrońca   |
| 5  | Chile     | Wladimir Herrera         | obrońca   |
| 6  | Chile     | Alvaro Becerra           | pomocnik  |
| 6  | Chile     | Marcelo Muñoz            | obrońca   |
| 7  | Chile     | Leonardo Briceño         | pomocnik  |
| 8  | Chile     | Angelo López             | pomocnik  |
| 9  | Argentyna | Diego Sebastián González | napastnik |
| 10 | Chile     | Víctor Sarabia           | pomocnik  |
| 11 | Argentyna | Emiliano Strappini       | napastnik |
| 13 | Chile     | Aland Rivera             | obrońca   |
| 14 | Chile     | José Mardones            | obrońca   |
| 15 | Chile     | Claudio Mora             | pomocnik  |
| 16 | Chile     | Gustavo Moreno           | pomocnik  |
| 16 | Chile     | José Salcedo             | pomocnik  |
| 17 | Chile     | Roberto Silva            | napastnik |
| 18 | Chile     | Juan Pablo Vera          | obrońca   |
| 20 | Chile     | Michael Sierra           | napastnik |
| 20 | Chile     | Cristián Vera            | pomocnik  |
| 26 | Chile     | Mauricio Cataldo         | pomocnik  |
| 31 | Chile     | Luis Marín               | bramkarz  |
| –  | Chile     | Stefan Arancibia         | pomocnik  |
| –  | Chile     | Rubén Castillo           | napastnik |
| –  | Chile     | Cristián Cerda           | obrońca   |
| –  | Chile     | Iván Herrera             | pomocnik  |
| –  | Chile     | Allen Jiménez            | napastnik |
| –  | Chile     | H. Márquez               | napastnik |
| –  | Chile     | Luis Monroy              | napastnik |